# Борисова, Людмила Михайловна
Борисова Людмила Михайловна (род. 28 июня 1954, с. Ищеино, Краснинский район, Липецкая область, РСФСР, СССР) — советский, украинский и российский литературовед. Доктор филологических наук (2001), профессор (2003). В 1975 году окончила Симферопольский университет, где с тех пор и работает (ныне Таврический национальный университет имени В. И. Вернадского).
С 2001 года профессор кафедры русской и зарубежной литературы. Научные исследования были посвящены истории русской литературы 20 столетия (драматургия Серебряного века, литература русского зарубежья, творчество И. С. Шмелева, советская литература 1920-30-х гг.), теории драмы.
В 2005 году подписала коллективное письмо в защиту русского языка на Украине.
После присоединения Крыма к России приняла российское гражданство и продолжила работу в Таврическом университете.

## Учебные пособия, монографии
Автор многих научных публикаций, отдельно:
- Художественная специфика русской драмы конца XIX-начала XX века. Киев, 1983.
- Драматургия русского символизма. Киев, 1991.
- «Продолжение золотого века: Роман И. Шмелева „Пути небесные“ и традиции русского романа». Симферополь, 2000. (В соавторстве с Я. О. Дзыгой).
- «На изломах традиции: Драматургия русского символизма и символистская теория жизнетворчества». Симферополь, 2000.